# Barnebydendron riedelii
Genre
Espèce
Classification phylogénétique
Barnebydendron riedelii est une espèce de plantes à fleurs dicotylédones de la famille des Fabaceae, sous-famille des Caesalpinioideae. C'est un arbre originaire d'Amérique centrale et d'Amérique du Sud. C'est l'unique espèce acceptée du genre Barnebydendron (genre monotypique).

## Description
Ce sont des arbres à feuilles caduques, de 15 à 30 mètres de haut, au houppier arrondi et ouvert. Les arbres sauvages sont parfois exploités pour leur bois. On cultive aussi cette espèce comme arbre d'ornement pour sa floraison attrayante.

## Étymologie
Le nom générique, « Barnebydendron », est un hommage à Rupert Charles Barneby (1911-2000), botaniste américain d'origine britanniquel, avec le suffixe grec, δένδρον (-déndron), « arbre ».

## Synonymes
Selon GRIN (25 novembre 2018) : 
- Phyllocarpus riedelii Tul. (basionyme)
- Phyllocarpus septentrionalis Donn. Sm.